# Lake Park (Minnesota)
Lake Park és una població dels Estats Units a l'estat de Minnesota. Segons el cens del 2000 tenia 782 habitants.

## Demografia
Segons el cens del 2000, Lake Park tenia 782 habitants, 308 habitatges, i 198 famílies. La densitat de població era de 308,1 habitants per km².
Dels 308 habitatges en un 38,3% hi vivien nens de menys de 18 anys, en un 48,7% hi vivien parelles casades, en un 10,4% dones solteres, i en un 35,7% no eren unitats familiars. En el 31,5% dels habitatges hi vivien persones soles el 17,5% de les quals corresponia a persones de 65 anys o més que vivien soles. El nombre mitjà de persones vivint en cada habitatge era de 2,54 i el nombre mitjà de persones que vivien en cada família era de 3,22.
Per edats la població es repartia de la següent manera: un 32% tenia menys de 18 anys, un 7,4% entre 18 i 24, un 30,8% entre 25 i 44, un 15,2% de 45 a 60 i un 14,6% 65 anys o més.
L'edat mediana era de 32 anys. Per cada 100 dones de 18 o més anys hi havia 92,8 homes.
La renda mediana per habitatge era de 32.857 $ i la renda mediana per família de 41.250 $. Els homes tenien una renda mediana de 31.048 $ mentre que les dones 16.932 $. La renda per capita de la població era de 14.307 $. Entorn del 6,8% de les famílies i el 10,1% de la població estaven per davall del llindar de pobresa.

## Poblacions més properes
El següent diagrama mostra les poblacions més properes.